# Alexandrië (gouvernement)
Alexandrië (Al Iskandariyah, Arabisch: الإسكندرية) is een van de 29 gouvernementen van Egypte en ligt aan de kust in het centraal-noorden van het land. Het gouvernement heeft een oppervlakte van bijna 2700 vierkante kilometer en telde eind 2006 ruim 4,1 miljoen inwoners. De hoofdstad is de gelijknamige kuststad Alexandrië. Door de ligging aan de Middellandse Zee heeft Alexandrië een koeler klimaat dan de andere gouvernementen.

## Externe links

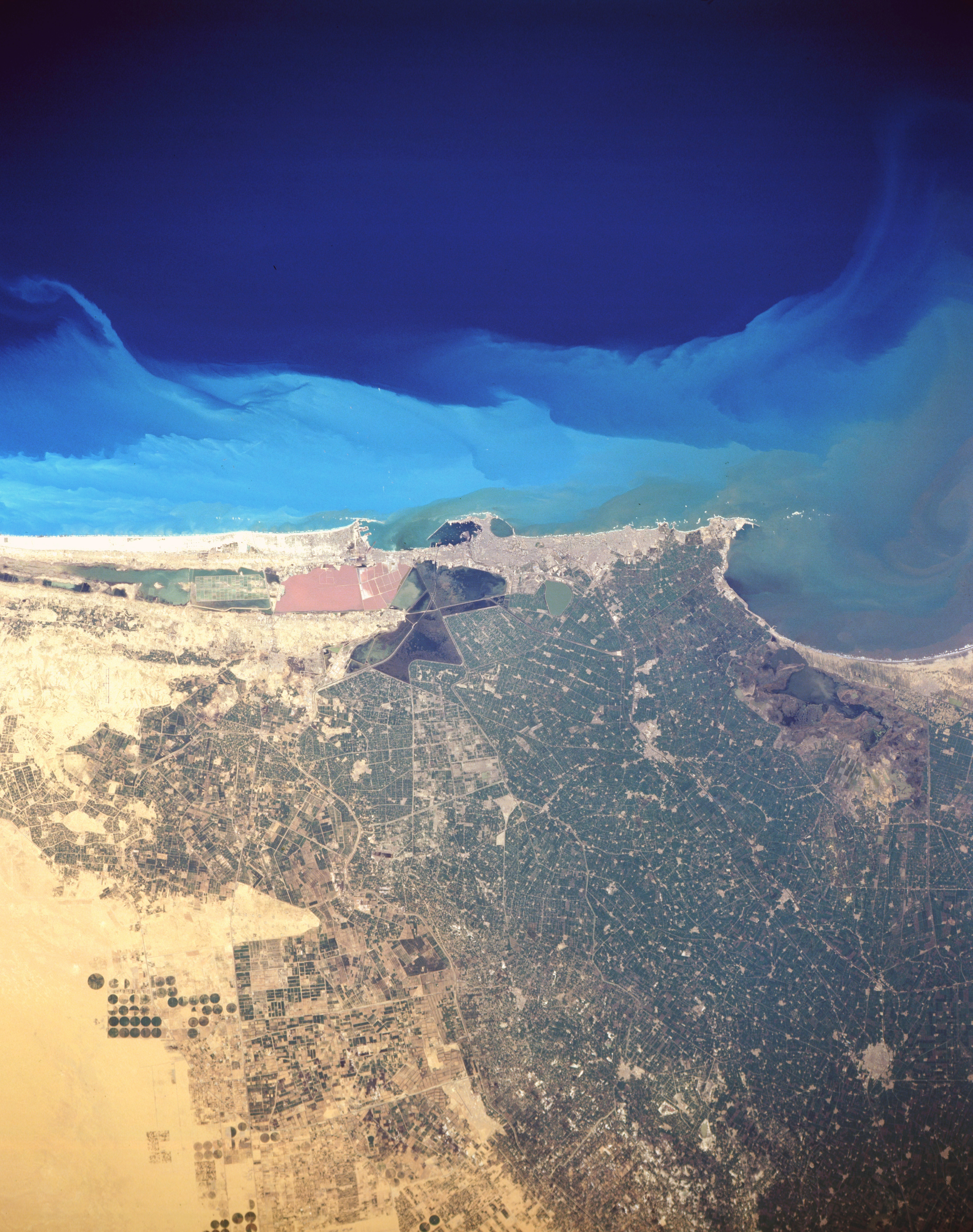
Luchtopname van de hoofdstad Alexandrië.